# Разве ты любил…
«Разве ты любил» — 11-й студийный и 6-й русскоязычный альбом украинской певицы Ани Лорак является результатом трёхлетней работы. Выпущен 1 октября 2016 года, по некоторым данным 30 сентября. В альбом вошли 20 песен, среди которых две дуэтные песни «Зеркала» и «Уходи по-английски» с Григорием Лепсом. В первые часы с момента релиза альбом занял первую строчку чарта iTunes. В качестве автора слов выступил Игорь Николаев, а музыки — Игорь Крутой.
Любовь и боль, радость и печаль всегда идут рядом. Лучше испытать несчастную любовь, чем не любить вовсе. Любовь – это самое прекрасное, что есть на свете.Ани Лорак об альбоме

## Список композиций
| №                   | Название                                   | Длительность |
| ------------------- | ------------------------------------------ | ------------ |
| 1.                  | «Удержи моё сердце»                        | 4:48         |
| 2.                  | «Ты ещё любишь»                            | 2:56         |
| 3.                  | «Уходи по-английски» (feat. Григорий Лепс) | 3:33         |
| 4.                  | «Греши и кайся»                            | 3:32         |
| 5.                  | «Без тебя»                                 | 3:51         |
| 6.                  | «Люблю тебя»                               | 3:52         |
| 7.                  | «Корабли»                                  | 3:20         |
| 8.                  | «Любовь»                                   | 3:07         |
| 9.                  | «Всё отдам»                                | 3:48         |
| 10.                 | «Твоя»                                     | 3:46         |
| 11.                 | «Просто скажи»                             | 3:51         |
| 12.                 | «Забирай рай»                              | 3:01         |
| 13.                 | «Разве ты любил»                           | 3:17         |
| 14.                 | «Зеркала» (feat. Григорий Лепс)            | 3:42         |
| 15.                 | «Осенняя любовь»                           | 3:27         |
| 16.                 | «Я буду счастливой»                        | 3:34         |
| 17.                 | «Я и ты»                                   | 3:11         |
| 18.                 | «Пополам»                                  | 3:35         |
| 19.                 | «Медленно»                                 | 3:47         |
| 20.                 | «Уходи по-английски» (Соло-версия)         | 3:36         |
| Общая длительность: | Общая длительность:                        | 71:38        |

## Критика
Алексей Мажаев из InterMedia в своей рецензии отмечает, что «диск открывается с мощной подборки энергично-драматичных вещей - „Удержи моё сердце“, „Ты ещё любишь“, дуэт с Григорием Лепсом „Уходи по-английски“». Также считает, что «композиция „Без тебя“ — начинается задумчиво-балладно», но в связи с мощностью голоса Ани Лорак припев набирает обороты. Единственный минус альбома, по мнению Мажаева, в том, что на диске много композиций, отчего у слушателя растворяются сопереживательные чувства.
Гуру Кен — основатель информационного ресурса NEWSmuz.com — даёт альбому оценку 9 из 10. В первых строках рецензии обозреватель называет «Разве ты любишь» «„взрослым“ альбомом Каролины», потому что диск наполнен песнями о взрослой любви для захвата аудитории за сорок. Так же Гуру Кен считает, что «это взрослый альбом с кучей шлягеров, узнаваемых с первой же ноты».
Альбом занял первую строчку в украинском iTunes.

## Награды и номинации
| Год  | Премия                       | Категория       | Номинация                | Результат |
| ---- | ---------------------------- | --------------- | ------------------------ | --------- |
| 2016 | «Русский Топ 2016»           | «Лучший альбом» | альбом «Разве ты любил…» | Номинация |
| 2017 | «Премия Муз-ТВ 2017»         | «Лучший альбом» | альбом «Разве ты любил…» | Победа    |
| 2017 | «Fashion Summer Awards 2017» | «Лучший альбом» | альбом «Разве ты любил…» | Победа    |